# Glochidion longipedicellatum
Glochidion longipedicellatum là một loài thực vật có hoa trong họ Diệp hạ châu. Loài này được Yamam. mô tả khoa học đầu tiên năm 1933.